# Carrière de Cabassou
Pour les articles homonymes, voir Carrière.
 (signalé en juin 2025).
Si vous disposez d'ouvrages ou d'articles de référence ou si vous connaissez des sites web de qualité traitant du thème abordé ici, merci de compléter l'article en donnant les références utiles à sa vérifiabilité et en les liant à la section « Notes et références ».
- Archive Wikiwix
- Bing
- Cairn
- DuckDuckGo
- E. Universalis
- Gallica
- Google
- G. Books
- G. News
- G. Scholar
- Persée
- Qwant
- (zh) Baidu
- (ru) Yandex
- (wd) trouver des œuvres sur Wikidata

La carrière de Cabassou localement appelé la carrière est une ancienne carrière située sur la colline de Cabassou dans la ville de Cayenne en Guyane.
Elle avait été abandonnée lors de la percée d'une nappe d'eau souterraine, qui avait engendré la montée des eaux sur tout le site.
Avec sa couleur d'eau bleu clair qui rappelle celles des îles du Salut.